# KkStB-Tenderreihe 33
| DBE / kkStB 33            | DBE / kkStB 33 | DBE / kkStB 33 |
| ------------------------- | -------------- | -------------- |
| kein Bild vorhanden       |                |                |
| Technische Daten          |                |                |
| Anzahl der Achsen         | 3              | 3              |
| Baujahr                   | 1871–1882      | 1871–1882      |
| Stückzahl                 | 34             | 34             |
| Radstand                  | 3160 mm        | 3160 mm        |
| Laufrad-Ø                 | 995 mm         | 995 mm         |
| Wasser                    | 9,5 m³         | 10,0 m³        |
| Kohle                     | 7,0 m³         | 7,0 m³         |
| Leergewicht               | 9,0 t          | 9,0 t          |
| Dienstgewicht             | 23,5 t         | 24,0 t         |
| gekuppelt mit Lokomotiven | 45, 53         | 45, 53         |

Die kkStB-Tenderreihe 33 war eine Schlepptenderreihe der kkStB, deren Tender ursprünglich von der Dux-Bodenbacher Eisenbahn (DBE) stammten.
Die DBE beschaffte diese Tender 1871 bis 1882 von Ringhoffer in Prag-Smichov, von der Wiener Neustädter Lokomotivfabrik, von Sigl in Wien und von der Lokomotivfabrik der StEG für alle ihre Lokomotiven.
Die kkStB ordnete die Tender als Reihe 33 ein.
Die Tender blieben immer mit den Lokomotiven der ehemaligen DBE gekuppelt.